# Pellegrino Rossi
Il conte Pellegrino Rossi (Carrara, 13 luglio 1787 – Roma, 15 novembre 1848) è stato un giurista, politico e diplomatico italiano.
Fu un'importante figura nella Monarchia di luglio in Francia e fu ministro della giustizia, ministro dell'interno e Primo ministro nel governo dello Stato pontificio, con papa Pio IX.

## Biografia
Rossi nacque a Carrara, allora appartenente al Ducato di Massa e Carrara (ora alla Toscana); fu chiamato Pellegrino in onore di San Pellegrino Laziosi. Studiò all'Università di Pisa e all'Università di Bologna, e divenne professore di legge nel 1812.
Nel 1815 si unì a Gioacchino Murat e alla sua spedizione anti-austriaca in Puglia e Calabria: dopo la caduta di Murat, scappò in Francia e in seguito a Ginevra, dove iniziò a insegnare giurisprudenza applicata al diritto romano: il successo nell'insegnamento gli valse la naturalizzazione come cittadino svizzero. Nel 1820 fu eletto deputato al Consiglio del Cantone e fu membro della dieta del 1832; a Rossi fu affidato il compito di tracciare le linee di una costituzione, nota come il «Patto Rossi» che prevedeva la modifica dei rapporti di forza tra cantoni e governo centrale. Questo Patto fu rifiutato dai cantoni e dalla maggioranza della dieta: il risultato deluse molto Rossi e lo indusse ad accettare l'invito di François Guizot di stabilirsi in Francia.

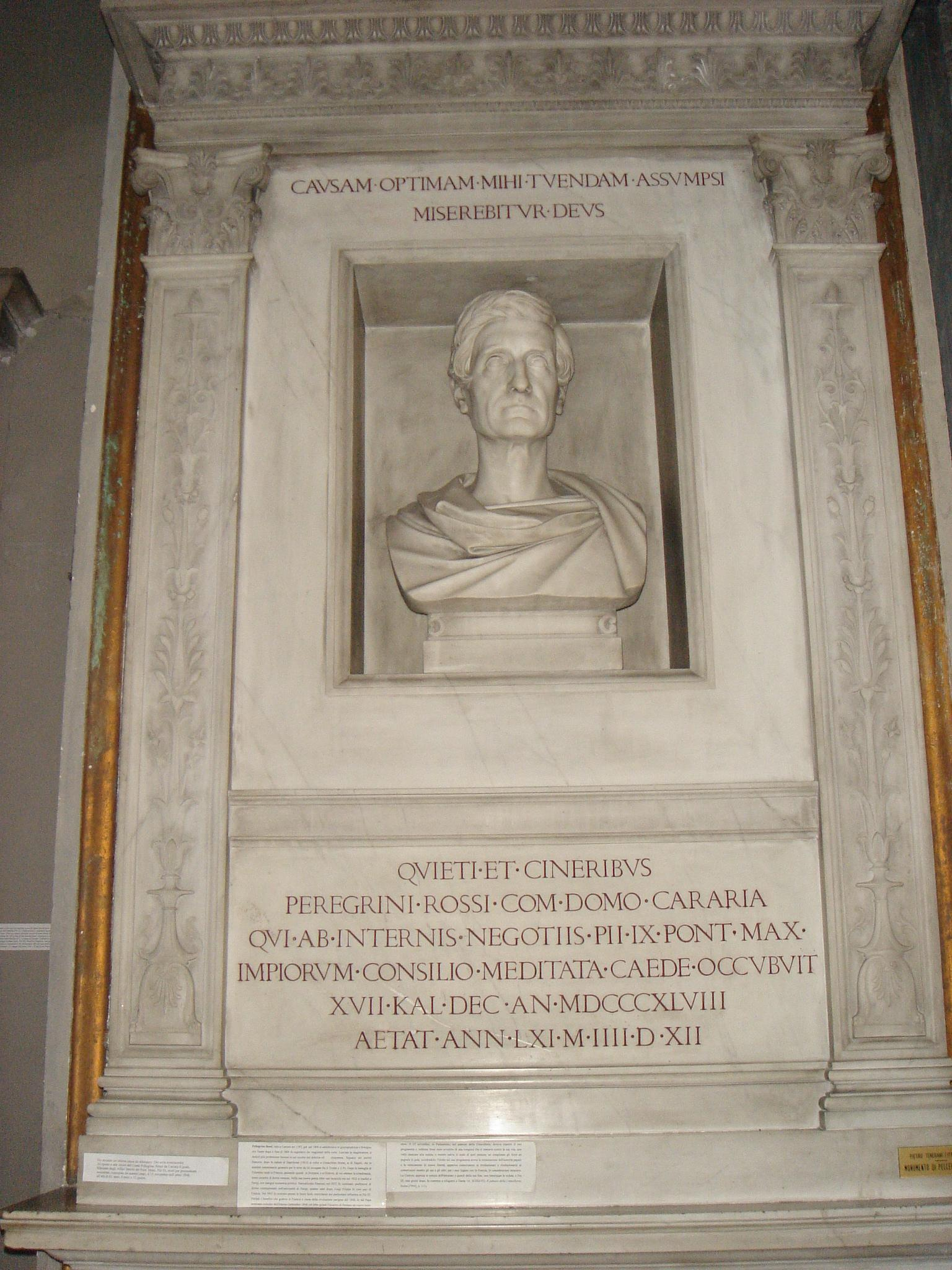
Busto e monumento funebre di Pellegrino Rossi in San Lorenzo in Damaso

In Francia ottenne nel 1833 la cattedra di economia politica al Collegio di Francia, resasi vacante dopo la morte di Jean-Baptiste Say. Fu naturalizzato cittadino francese nel 1834 e nello stesso anno divenne professore di diritto costituzionale all'Università di Parigi (la «Sorbona»). Nel 1836 fu eletto membro dell'Accademia delle Scienze Politiche e Morali, nel 1838 fu nobilitato col titolo di conte e nel 1839  fu creato Pari di Francia. Nel 1843 divenne decano della Facoltà di legge.
Nel 1845 fu inviato a Roma da Guizot per discutere la questione dei gesuiti, essendo stato nominato ambasciatore di re Luigi Filippo presso la Santa Sede. Era a Roma sia quando il Conclave elesse il nuovo papa Pio IX (1846), sia quando scoppiò in Francia la Rivoluzione del 1848 che detronizzò Luigi Filippo e istituì la Repubblica Francese. Il nuovo regime ritirò le credenziali al Rossi, il quale (a differenza del Guizot, che riparò in Inghilterra) decise di continuare a vivere a Roma; così rimase nell'Urbe, acquisendo la cittadinanza dello Stato Pontificio.

### Ministro del governo pontificio
Il 10 settembre 1848 entrò nel governo pontificio.
Dopo le dimissioni del ministro di Polizia Odoardo Fabbri (15 settembre), il pontefice, avendo considerato le sue qualità, lo nominò suo successore. Nel nuovo governo, entrato in carica il 16 settembre, Rossi assunse le cariche di ministro di Polizia (la carica di presidente del Consiglio era formalmente riservata al cardinale Segretario di Stato) e, ad interim, delle finanze. Il cardinale Giovanni Soglia Ceroni, Segretario di Stato e Presidente del Consiglio, assunse anche il portafoglio degli affari esteri. L'avvocato Felice Cicognani fu nominato ministro di grazia e giustizia; il cardinale Carlo Vizzardelli assunse il dicastero dell'educazione; Antonio Montanari ottenne il commercio; il duca Mario Massimo i lavori pubblici e ad interim il ministero delle armi, il conte Pietro Guerrini fu ministro senza portafoglio e il cavaliere Pietro Righetti fu vice ministro delle finanze.
Nel giro di pochi mesi, Rossi avviò la riorganizzazione delle Finanze e dell'esercito. Il ministero delle Armi fu assegnato al generale Zucchi, che avviò la riorganizzazione delle forze armate pontificie. Rossi, dal canto suo, fu impegnato negli affari interni dello Stato. Il governo progettò nuove strade ferrate e decise di collegare via telegrafo le città di Civitavecchia, Roma, Ancona, Ferrara e Bologna. Insieme al pontefice, Rossi, convinto federalista, lavorò all'istituzione di una Lega doganale tra gli Stati italiani. Il primo Stato a mostrare un interesse per il progetto confederativo fu il Regno di Sardegna. L'abate Antonio Rosmini fu mandato da Torino a Roma in rappresentanza di Carlo Alberto di Savoia per discutere dell'argomento. Rosmini, Rossi e Pio IX elaborarono una bozza di costituzione della Lega doganale. Ma lo stesso Regno di Sardegna affossò il progetto, dapprima ritardando e poi negando la ratificazione.

### L'assassinio

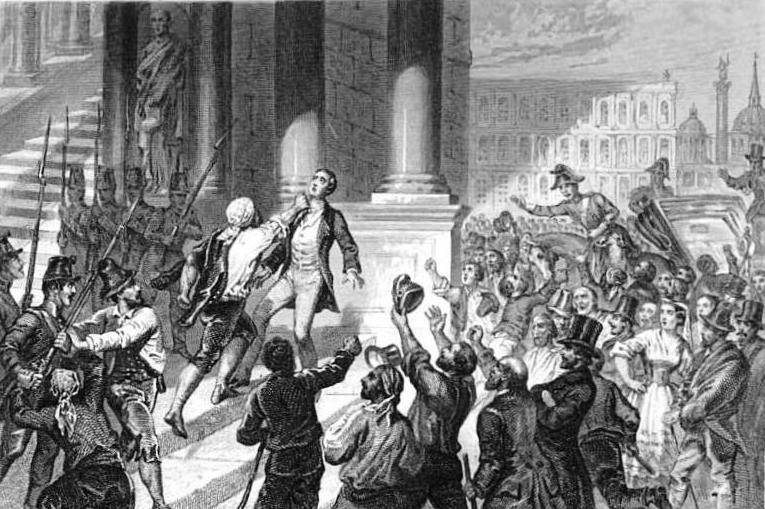
Assassinio di Pellegrino Rossi

Il progetto federalista era inviso a chi voleva unire l'Italia in uno Stato centralizzato sul modello francese. Inoltre, il fatto che Rossi mirasse a una confederazione di Stati, significava affermare la piena autonomia dello Stato della Chiesa e rimanere neutrali nel caso di un'eventuale ripresa della guerra tra Carlo Alberto e Leopoldo II contro l'esercito di Radetzky. In ambienti rivoluzionari fu elaborato un piano per assassinarlo.
La mattina del 15 novembre 1848, giorno di riapertura del Parlamento, Rossi fu accoltellato sulle scale del Palazzo della Cancelleria; il suo assassinio fu l'inizio della serie di eventi che portarono alla proclamazione della Repubblica Romana.
Rossi fu sepolto nella chiesa del palazzo dove aveva trovato la morte, in San Lorenzo in Damaso.

### Il processo e l'individuazione dei responsabili
Il giorno successivo all'uccisione fu aperta un'inchiesta, che tuttavia si arenò nelle vicende seguite alla fuga del Papa e alla proclamazione della Repubblica Romana. L'istruttoria riprese solo nel 1849 con la restaurazione del governo papale. Tuttavia per il raggiungimento del verdetto occorsero quattro anni e molte testimonianze, nelle quali venne descritto come esecutore materiale un giovane tra i 20 e i 25 anni, di bassa statura e senza barba. La descrizione risultava combaciare con quella del giovane Sante Costantini, che fu incriminato insieme a diversi altri imputati, tra i quali figurava anche Francesco Costantini, scagionato grazie alla testimonianza dei Restaldi per i quali stava lavorando a bottega fino a poco prima del delitto. Le condanne furono otto, di cui due al patibolo: riguardarono Luigi Grandoni, un ufficiale che aveva partecipato alle prime fasi della guerra d'indipendenza del 1848 militando con le forze pontificie nella battaglia di Cornuda, e Sante Costantini, uno scultore; il Grandoni si suicidò in carcere, mentre Costantini fu decapitato. Sei altri imputati furono condannati a diversi anni di carcere, mentre otto furono assolti. 
Successive ricerche hanno tuttavia messo in evidenza che la mandante dell'assassinio sarebbe stata la Carboneria romana. Il Rossi morì per la mano di Luigi Brunetti, uno dei figli di Ciceruacchio.

## Intitolazioni
- La Facoltà di Diritto dell'Università di Bologna gli ha innalzato un monumento nel 1862;
- Il Municipio di Carrara nel 1876 ha innalzato nella Piazza D'Arme cittadina una statua in suo onore opera di Pietro Tenerani (suo concittadino e amico);
- La città di Massa gli ha dedicato il liceo classico cittadino;
- La Facoltà di Diritto dell'Università di Parigi istituì per le più meritevoli tesi di Economia politica il Prix Comte Rossi, riconoscimento annuale che si protrasse fino allo scoppio della seconda guerra mondiale.
- La città di Milano gli ha dedicato una via nel quartiere Affori.
- La città di Roma gli ha intitolato una via.
- Il comune di Limina (ME) gli ha intitolato una via.